# Комарівська сільська рада (Кельменецький район)
Комарі́вська сільська́ ра́да — адміністративно-територіальна одиниця та орган місцевого самоврядування в Кельменецькому районі Чернівецької області. Адміністративний центр — село Комарів.

## Загальні відомості
- Населення ради: 1 892 особи (станом на 2001 рік)

## Населені пункти
Сільській раді були підпорядковані населені пункти:
- с. Комарів
- с. Майорка

## Склад ради
Рада складалася з 16 депутатів та голови.
- Голова ради: Варварюк Леонід Васильович
- Секретар ради: Костюк Альона Григорівна

### Керівний склад попередніх скликань
| Прізвище, ім'я, по батькові | Основні відомості                                                               | Дата обрання | Дата звільнення |
| --------------------------- | ------------------------------------------------------------------------------- | ------------ | --------------- |
| Телешман Іван Григорович    | Сільський голова, 1952 року народження, безпартійний                            | 26.03.2006   | 31.10.2010      |
| Варварюк Леонід Васильович  | Сільський голова, 1966 року народження, освіта середня спеціальна, безпартійний | 31.10.2010   |                 |

Примітка: таблиця складена за даними сайту Верховної Ради України

### Депутати
За результатами місцевих виборів 2010 року депутатами ради стали:

#### За суб'єктами висування
| Суб'єкт висування                                       | Кількість обраних депутатів | %    |
| ------------------------------------------------------- | --------------------------- | ---- |
| Політична партія Всеукраїнське об'єднання «Батьківщина» | 6                           | 37,5 |
| Партія регіонів                                         | 5                           | 31,3 |
| Народна партія                                          | 3                           | 18,8 |
| Самовисування                                           | 2                           | 12,5 |

#### За округами
| № округу                                                | Прізвище, ім'я, по батькові | Дата визнання обраним | Освіта             | Партійна приналежність                        | Відомості про обраного депутата                                 |
| ------------------------------------------------------- | --------------------------- | --------------------- | ------------------ | --------------------------------------------- | --------------------------------------------------------------- |
| Народна Партія                                          |                             |                       |                    |                                               |                                                                 |
| 2                                                       | Гарабажій Руслана Василівна | 01.11.2010            | середня спеціальна | позапартійна                                  | тимчасово не працює                                             |
| 8                                                       | Костюк Альона Григорівна    | 01.11.2010            | вища               | позапартійна                                  | Комарівська загальноосвітня школа І-ІІІ ст., вчитель            |
| 10                                                      | Гладчук Світлана Миколаївна | 01.11.2010            | вища               | позапартійна                                  | тимчасово не працює                                             |
| Партія регіонів                                         |                             |                       |                    |                                               |                                                                 |
| 5                                                       | Костюк Іван Іванович        | 01.11.2010            | середня спеціальна | член Партії регіонів                          | фермер                                                          |
| 7                                                       | Боймістрюк Ніна Василівна   | 01.11.2010            | середня            | член Партії регіонів                          | Комарівська сільська рада, начальник військово-облікового столу |
| 13                                                      | Сливка Петро Миколайович    | 01.11.2010            | середня            | член Партії регіонів                          | тимчасово не працює                                             |
| 14                                                      | Равлюк Людмила Юхимівна     | 01.11.2010            | середня            | член Партії регіонів                          | тимчасово не працює                                             |
| 16                                                      | Ярмічук Василь Іванович     | 01.11.2010            | середня            | член Партії регіонів                          | клуб с. Майорка, завідувач клубу                                |
| Політична партія Всеукраїнське об'єднання «Батьківщина» |                             |                       |                    |                                               |                                                                 |
| 1                                                       | Дирик Людмила Іванівна      | 01.11.2010            | вища               | член Всеукраїнського об'єднання «Батьківщина» | приватний підприємець                                           |
| 3                                                       | Москалюк Мар'яна Іванівна   | 01.11.2010            | вища               | член Всеукраїнського об'єднання «Батьківщина» | Комарівська сільська рада, головний бухгалтер                   |
| 6                                                       | Адамчук Тетяна Дмитрівна    | 01.11.2010            | вища               | член Всеукраїнського об'єднання «Батьківщина» | тимчасово не працює                                             |
| 9                                                       | Стан Віталій Васильович     | 01.11.2010            | середня            | член Всеукраїнського об'єднання «Батьківщина» | тимчасово не працює                                             |
| 12                                                      | Марущак Віктор Петрович     | 01.11.2010            | вища               | член Всеукраїнського об'єднання «Батьківщина» | тимчасово не працює                                             |
| 15                                                      | Король Людмила Василівна    | 01.11.2010            | середня            | член Всеукраїнського об'єднання «Батьківщина» | соціальний працівник                                            |
| Самовисування                                           |                             |                       |                    |                                               |                                                                 |
| 4                                                       | Платаш Валерій Іванович     | 09.01.2011            | середня спеціальна | позапартійний                                 | пенсіонер                                                       |
| 11                                                      | Адамчук Іван Петрович       | 01.11.2010            | середня            | позапартійний                                 | тимчасово не працює                                             |

## Населення
Згідно з переписом УРСР 1989 року чисельність наявного населення села становила 2059 осіб, з яких 909 чоловіків та 1150 жінок.
За переписом населення України 2001 року в селі мешкало 1889 осіб.

### Мова
Розподіл населення за рідною мовою за даними перепису 2001 року:
| Мова       | Відсоток |
| ---------- | -------- |
| українська | 98,73 %  |
| російська  | 0,69 %   |
| молдовська | 0,42 %   |
| білоруська | 0,05 %   |
| румунська  | 0,05 %   |